# Morsbach
Morsbach (francès) o Morschbach (fràncic lorenès) és un municipi francès al departament del Mosel·la (regió de Gran Est). L'any 2007 tenia 2.572 habitants.

## Demografia

### Població
El 2007 la població de fet de Morsbach era de 2.572 persones. Hi havia 1.019 famílies, de les quals 250 eren unipersonals (86 homes vivint sols i 164 dones vivint soles), 363 parelles sense fills, 346 parelles amb fills i 60 famílies monoparentals amb fills.
La població ha evolucionat segons el següent gràfic:

### Habitatges
El 2007 hi havia 1.104 habitatges, 1.051 eren l'habitatge principal de la família i 53 estaven desocupats. 690 eren cases i 409 eren apartaments. Dels 1.051 habitatges principals, 676 estaven ocupats pels seus propietaris, 267 estaven llogats i ocupats pels llogaters i 107 estaven cedits a títol gratuït; 4 tenien una cambra, 50 en tenien dues, 185 en tenien tres, 243 en tenien quatre i 569 en tenien cinc o més. 880 habitatges disposaven pel capbaix d'una plaça de pàrquing. A 478 habitatges hi havia un automòbil i a 476 n'hi havia dos o més.

### Piràmide de població
La piràmide de població per edats i sexe el 2009 era:
| Homes | Edats   | Dones |
| ----- | ------- | ----- |
| 4     | 95 o +  | 0     |
| 0     | 90 a 94 | 0     |
| 12    | 85 a 89 | 8     |
| 8     | 80 a 84 | 16    |
| 40    | 75 a 79 | 60    |
| 52    | 70 a 74 | 64    |
| 68    | 65 a 69 | 76    |
| 52    | 60 a 64 | 64    |
| 68    | 55 a 59 | 68    |
| 92    | 50 a 54 | 96    |
| 76    | 45 a 49 | 64    |
| 132   | 40 a 44 | 124   |
| 108   | 35 a 39 | 108   |
| 60    | 30 a 34 | 84    |
| 48    | 25 a 29 | 56    |
| 44    | 20 a 24 | 24    |
| 104   | 15 a 19 | 80    |
| 120   | 10 a 14 | 96    |
| 44    | 5 a 9   | 80    |
| 100   | 0 a 4   | 36    |

## Economia
El 2007 la població en edat de treballar era de 1.769 persones, 1.171 eren actives i 598 eren inactives. De les 1.171 persones actives 1.015 estaven ocupades (546 homes i 469 dones) i 155 estaven aturades (81 homes i 74 dones). De les 598 persones inactives 186 estaven jubilades, 169 estaven estudiant i 243 estaven classificades com a «altres inactius».

### Ingressos
El 2009 a Morsbach hi havia 1.041 unitats fiscals que integraven 2.553,5 persones, la mediana anual d'ingressos fiscals per persona era de 16.700 €.

### Activitats econòmiques
Dels 124 establiments que hi havia el 2007, 1 era d'una empresa extractiva, 3 d'empreses alimentàries, 23 d'empreses de construcció, 43 d'empreses de comerç i reparació d'automòbils, 6 d'empreses de transport, 8 d'empreses d'hostatgeria i restauració, 1 d'una empresa d'informació i comunicació, 2 d'empreses financeres, 11 d'empreses immobiliàries, 11 d'empreses de serveis, 11 d'entitats de l'administració pública i 4 d'empreses classificades com a «altres activitats de serveis».
Dels 41 establiments de servei als particulars que hi havia el 2009, 1 era una oficina de correu, 1 una oficina bancària, 9 tallers de reparació d'automòbils i de material agrícola, 2 tallers d'inspecció tècnica de vehicles, 3 paletes, 10 guixaires pintors, 1 lampisteria, 1 electricista, 2 empreses de construcció, 2 perruqueries, 5 restaurants, 2 agències immobiliàries i 2 salons de bellesa.
Dels 17 establiments comercials que hi havia el 2009, 1 era un hipermercat, 2 grans superfícies de material de bricolatge, 2 fleques, 1 una fleca, 2 botigues de roba, 3 botigues de mobles, 2 botigues de material esportiu, 2 botigues de material de revestiment de parets i terra i 2 floristeries.
L'any 2000 a Morsbach hi havia 3 explotacions agrícoles.

## Equipaments sanitaris i escolars
L'únic equipament sanitari que hi havia el 2009 era una farmàcia.
El 2009 hi havia 1 escola maternal i 1 escola elemental.

## Poblacions properes
El següent diagrama mostra les poblacions més properes.